# Smithton (Illinois)
Smithton es una villa ubicada en el condado de St. Clair en el estado estadounidense de Illinois. En el Censo de 2010 tenía una población de 3693 habitantes y una densidad poblacional de 369,78 personas por km².

## Geografía
Smithton se encuentra ubicada en las coordenadas 38°24′47″N 89°59′26″O / 38.41306, -89.99056. Según la Oficina del Censo de los Estados Unidos, Smithton tiene una superficie total de 9.99 km², de la cual 9.89 km² corresponden a tierra firme y (1.01%) 0.1 km² es agua.

## Demografía
Según el censo de 2010, había 3693 personas residiendo en Smithton. La densidad de población era de 369,78 hab./km². De los 3693 habitantes, Smithton estaba compuesto por el 97.43% blancos, el 1.03% eran afroamericanos, el 0.24% eran amerindios, el 0.62% eran asiáticos, el 0.05% eran isleños del Pacífico, el 0.14% eran de otras razas y el 0.49% pertenecían a dos o más razas. Del total de la población el 1.62% eran hispanos o latinos de cualquier raza.